# Govaert Wendelen
Govaert Wendelen (Herk-de-Stad, Bélgica, 6 de junio de 1580-Gante, Bélgica, 24 de octubre de 1667) fue un astrónomo flamenco.
También conocido por el nombre latino Vendelinus, su nombre a veces es escrito como Godefroy Wendelin. 
Wendelen determinó la distancia de la Tierra al Sol con una precisión mucho más correcta que la que se creía hasta entonces.

## Biografía
Fue clérigo y canónigo de Tournai.
Alrededor de 1630 midió la distancia entre la Tierra y el Sol utilizando el método de Aristarco de Samos, es decir, calculando la geometría de la posición en el momento preciso del semilunio. Evaluó que la distancia al sol era de 96.000.000 de kilómetros, 12 veces mayor que la que había calculado Aristarco, y un 60% del valor real.
En 1643 reconoció que la tercera ley de Kepler se aplica a los satélites de Júpiter.

## Publicaciones
- (1626) Loxias seu de obliquitate solis, Antwerp, apud Hieronymum Verdussium
- (1632) Aries seu Aurei Velleris encomium
- (1637) De tetracty Pythagorae dissertatio epistolica, ad Erycium Puteanum
- (1643) Arcanorum caelestium Lampas τετράλυχνος, Brussels
- (1644) Eclipses lunares ab anno 1573 ad 1643 observatae, Antwerp, apud Hieronymum Verdussium;
- (1647) De causis naturalibus, pluviae purpureae Bruxellensis, Brussels
- (1649) Leges salicae illustratae, Antwerp
- (1652) Teratologia cometica
- (1658) Arcanorum caelestium Sphinx et Oedipus seu Lampas δωδεκράλυχνος, Tournai.

## Eponimia
- El cráter lunar Vendelinus lleva este nombre en su memoria.[2]